# Amplitud interquartílica

Diagrama de caixa (amb l'amplitud interquartílica) i una funció de densitat de probabilitat (pdf) d'una població Normal N(0,σ²)

En estadística descriptiva, l'amplitud interquartílica (AIQ o IQR, en les seves sigles en anglès), també anomenada el 50% central, és una mesura de dispersió estadística igual a la diferència entre el 75è i el 25è percentils, o entre el quartil superior i l'inferior, AIQ = Q3 − Q1. En altres paraules, l'AIQ és el primer quartil sostret del tercer quartil; aquests quartils poden ser clarament apreciats en un diagrama de caixa. És un estimador retallat, ja que no contempla l'amplitud total de les dades, sinó només d'aquelles que ocupen el 50% central.
L'AIQ és una mesura de variabilitat, basada en dividir un conjunt de dades en quartils. Cada quartil divideix les dades ordenades en quatre parts iguals. Els valors que separen cadascuna de les part són anomenades primer, segon, i tercer quartils; i són denotats per Q1, Q2, i Q3, respectivament. El Q2 coincideix amb la mediana, valor que separa les dades ordenades en dues meitats.

## Ús
L'AIQ o IQR sol ser usada per a representar diagrames de caixa, una senzilla gràfica per a representar una distribució de probabilitat.
L'AIQ pot ser usada per identificar observacions atípiques o outliers.

## Exemples

### Dades posades en una taula
La següent taula té 13 fileres, amb dades ordenades des del valor 7 al valor 177
| i  | x[i] | Mediana                          | Quartils                                            |
| -- | ---- | -------------------------------- | --------------------------------------------------- |
| 1  | 7    | Q2=87 (mediana de taula sencera) | Q1=31 (mediana de la primera meitat, de fila 1 a 7) |
| 2  | 7    | Q2=87 (mediana de taula sencera) | Q1=31 (mediana de la primera meitat, de fila 1 a 7) |
| 3  | 31   | Q2=87 (mediana de taula sencera) | Q1=31 (mediana de la primera meitat, de fila 1 a 7) |
| 4  | 31   | Q2=87 (mediana de taula sencera) | Q1=31 (mediana de la primera meitat, de fila 1 a 7) |
| 5  | 47   | Q2=87 (mediana de taula sencera) | Q1=31 (mediana de la primera meitat, de fila 1 a 7) |
| 6  | 75   | Q2=87 (mediana de taula sencera) | Q1=31 (mediana de la primera meitat, de fila 1 a 7) |
| 7  | 87   | Q2=87 (mediana de taula sencera) | Q1=31 (mediana de la primera meitat, de fila 1 a 7) |
| 7  | 87   | Q2=87 (mediana de taula sencera) | Q3=119 (mediana de segona meitat, de fila 7 a 13)   |
| 8  | 115  | Q2=87 (mediana de taula sencera) |                                                     |
| 9  | 116  | Q2=87 (mediana de taula sencera) |                                                     |
| 10 | 119  | Q2=87 (mediana de taula sencera) |                                                     |
| 11 | 119  | Q2=87 (mediana de taula sencera) |                                                     |
| 12 | 155  | Q2=87 (mediana de taula sencera) |                                                     |
| 13 | 177  | Q2=87 (mediana de taula sencera) |                                                     |

Per les dades en aquesta taula l'amplitud interquartílica és IQR = Q3 − Q1 = 119 - 31 = 88.

### Dades representades en un diagrama de caixa textual
```
 +-----+-+ 
 * o |-------| | |---|
 +-----+-+ 

 +---+---+---+---+---+---+---+---+---+---+---+---+
 0 5 10 12

```

Per les dades representades en aquest diagrama de caixa:
- Quartil inferior (primer) Q1 = 7
- Mediana (segon quartil) Q2 = 8.5
- Quartil superior (tercer) Q3 = 9
- Amplitud interquartílica, IQR = Q3 - Q1 = 2
- Límit que marca les dades atípiques inferiors 1.5*IQR = Q1 - 1.5 * IQR = 7 - 3 = 4
- Límit que marca les dades atípiques superiors 1.5*IQR = Q₃ + 1.5 * IQR = 9 + 3 = 12

## Observacions atípiques
L'amplitud interquartilíca és sovint utilitzada per trobar observacions atípiques o outliers en conjunts de dades. Una dada atípica aquí és definida com a les observacions que cauen per sota Q1 − 1.5*IQR o per sobre de Q3 + 1.5*IQR. En un diagrama de caixa, el valor més alt i més baix dins d'aquests límits són indicat pels bigotis de la caixa (freqüentment amb un barra addicional al final del bigoti) i qualsevol dada atípica és representada com a punts individuals.